# Соуда
Соуда (Суйда) — река в России, протекает в Республике Карелия. Впадает в озеро Лакшозеро, которое протокой соединяется с Сямозером, из которого берёт начало река Сяпся, впадающая в Вагатозеро. Через последнее протекает река Шуя.
Длина реки составляет 14 км, площадь водосборного бассейна 89,7 км².
К бассейну Соуды также относятся озёра Лангозеро и Кивасозеро.

## Данные водного реестра
По данным государственного водного реестра России относится к Балтийскому бассейновому округу, водохозяйственный участок реки — Шуя, речной подбассейн реки — Свирь (включая реки бассейна Онежского озера). Относится к речному бассейну реки Нева (включая бассейны рек Онежского и Ладожского озера).
Код объекта в государственном водном реестре — 01040100112102000014530.